# Каштанка (оповідання)
«Каштанка» — оповідання російського письменника Антона Павловича Чехова. Опубліковано в газеті «Новое время» на Різдво 1887 року під назвою «У вченому співтоваристві».